# Syvasj

Karta med Syvasj markerat i violett färg, med Krimhalvön centralt i bilden och sydliga delar av Cherson oblast längst upp.

Syvasj (ukrainska: Сиваш; ryska: Сиваш, Sivasj; krimtatariska: Sıvaş), även kallat "Ruttna havet", är ett cirka 2 560 km² stort system av grunda vikar och laguner i den västligaste delen av Azovska sjön, mellan Krimhalvön och det ukrainska fastlandet. Syvasj bildar en naturlig gräns mellan de ukrainska områdena Autonoma republiken Krim och Cherson oblast, vilka dock kom under rysk ockupation 2014 respektive 2022.
Syvasj har genom Henitjesksundet i nordöst förbindelse med övriga Azovska sjön, från vilken det i övrigt skiljs av det 113 km långa Arabatnäset.

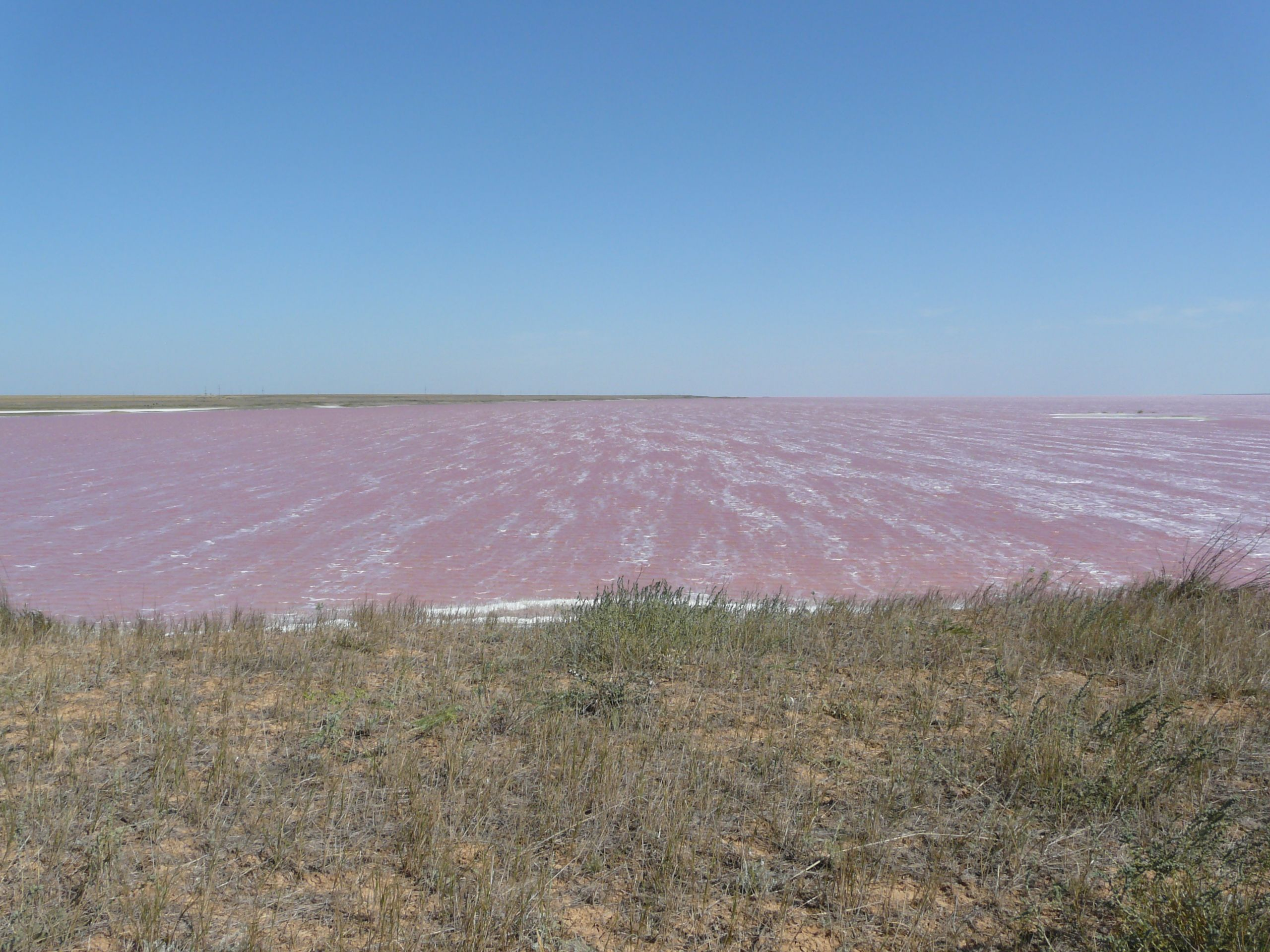
Västra Syvasj med synliga saltavlagringar och på grund av en algart rödfärgad.

Medeldjupet, som varierar med de meteorologiska förhållandena, anges till omkring 1 meter, med kraftig avdunstning under sommarhalvåret beroende på värme och vind. Detta gör att salthalten är mycket hög och på sina håll ger påtagliga saltavlagringar. Särskilt i västra områdets höga saltnivåer trivs grönalgsarten Dunaliella salina, som ger vattnet en röd färg på grund av algernas höga koncentration av β-karoten.
Det mesta av Syvasj är listat som våtmark av internationell betydelse enligt Ramsarkonventionen. En central del om 800 km² upptogs 11 oktober 1976 och östra Syvasj omfattande 1 650 km² togs upp på listan den 28 februari 1997. I det centrala området befinner sig även ena delen av Azov-Syvasj nationalpark sedan 1993.